# Résolution 829 du Conseil de sécurité des Nations unies
Membres permanents
- Chine
- États-Unis
- France
- Royaume-Uni
- Russie

Membres non permanents
- Brésil
- Cap-Vert
- Djibouti
- Espagne
- Hongrie
- Japon
- Maroc
- Nouvelle-Zélande
- Pakistan
- Venezuela

Résolution no 828 Résolution no 830
La Résolution 829 est une résolution du Conseil de sécurité des Nations unies adoptée le 26 mai 1993, dans sa 3219e séance, concernant Monaco et qui recommande à l'Assemblée générale des Nations unies d'admettre ce pays comme nouveau membre, à la suite de sa demande.

## Vote
La résolution a été approuvée sans vote.
À la suite de cette résolution ce pays est admis à l'ONU le 28 mai 1993 ,.

## Contexte historique
Monaco est devenue membre à part entière des Nations unies le 28 mai.

## Texte
- Résolution 829 Sur fr.wikisource.org
- Résolution 829 Sur en.wikisource.org

## Divers
L'événement a donné lieu à l'émission de timbres poste spécifiques et pour le vingtième anniversaire, Monaco a organisé des manifestations et émis une pièce de deux €uros commémorative.